# Ctenoblepharys adspersa
Ctenoblepharys adspersa is een hagedis uit de familie Liolaemidae.

## Naam en indeling
De wetenschappelijke naam van de soort werd voor het eerst voorgesteld door Johann Jakob von Tschudi in 1845. Later werd de naam Ctenoblepharis adspersus gebruikt. Het is de enige soort uit het monotypische geslacht Ctenoblepharys.

## Verspreiding en habitat
Ctenoblepharys adspersa komt voor in delen van Zuid-Amerika en leeft endemisch in Peru. De habitat bestaat uit droge gebieden zoals zandduinen en verstuivingen. Ook in woestijnen komt de hagedis voor, vaak op plaatsen waar planten uit het geslacht Tillandsia groeien. Er is enige tolerantie voor menselijke bebouwing, zoals huizen en wegen die gebruikt worden als uitkijkpost. De hagedis is aangetroffen van zeeniveau tot op een hoogte van ongeveer 750 meter boven zeeniveau.

## Beschermingsstatus
Door de internationale natuurbeschermingsorganisatie IUCN is de beschermingsstatus 'kwetsbaar' toegewezen (Vulnerable of VU). De reden hiervoor is het relatief kleine verspreidingsgebied dat ongeveer 5800 vierkante kilometer beslaat.